# Sada, Galicia
Sada là một đô thị của Tây Ban Nha ở tỉnh A Coruña trong cộng đồng tự trị của Galicia.
43°21′B 8°15′T / 43,35°B 8,25°T